# Kaštel Lukšić
Kaštel Lukšić je naselje na Hrvaškem, ki upravno spada pod mesto Kaštela; le-ta pa spada pod Splitsko-dalmatinsko županijo.

## Zgodovina
Začetki naselja Kaštel Lukšić segajo v leto 1487, ko sta trogirska plemiča Jerolim in Nikola Vitturi na otočku zgradila utrjeno renesančno  vilo z notranjim arkadnim dvoriščem ter otoček s premičnim mostom povezala s kopnim. Ohranjena je stara župnijska cerkev iz leta 1515, ki jo je gradil  trogirski mojster Ivan Rudičić. Zgrajena je v prehodnem gotsko-renesančnem slogu. V cerkvi je baročni leseni oltar posvečen blaženemu nadškofu Arniru, ki ga je v letih 1444/1445 izdelal kipar Juraj Dalmatinac in je bil sem prenesen iz kapelice samostana splitskih benediktink. Zahodno od današnjega naselja se ob morju vidijo ostanki nekdanjega Kaštel Rušinca postavljenega koncu 15. stoletja. V bližini naselja stojita še cerkvici sv. Jurja iz 9. stoletja, na kraju nekdanjega naselja Ostroga pa cerkvica sv. Jere iz 12. stoletja.

## Demografija
| Pregled števila prebivalcev po letih | Pregled števila prebivalcev po letih | Pregled števila prebivalcev po letih | Pregled števila prebivalcev po letih | Pregled števila prebivalcev po letih | Pregled števila prebivalcev po letih | Pregled števila prebivalcev po letih | Pregled števila prebivalcev po letih | Pregled števila prebivalcev po letih | Pregled števila prebivalcev po letih | Pregled števila prebivalcev po letih | Pregled števila prebivalcev po letih | Pregled števila prebivalcev po letih | Pregled števila prebivalcev po letih | Pregled števila prebivalcev po letih |
| ------------------------------------ | ------------------------------------ | ------------------------------------ | ------------------------------------ | ------------------------------------ | ------------------------------------ | ------------------------------------ | ------------------------------------ | ------------------------------------ | ------------------------------------ | ------------------------------------ | ------------------------------------ | ------------------------------------ | ------------------------------------ | ------------------------------------ |
| 1857                                 | 1869                                 | 1880                                 | 1890                                 | 1900                                 | 1910                                 | 1921                                 | 1931                                 | 1948                                 | 1953                                 | 1961                                 | 1971                                 | 1981                                 | 1991                                 | 2001                                 |
| 867                                  | 1000                                 | 962                                  | 1074                                 | 1169                                 | 1164                                 | 1236                                 | 1218                                 | 1213                                 | 1331                                 | 1467                                 | 2242                                 | 3578                                 | 4193                                 | 4880                                 |